# Neostylopyga hova
Neostylopyga hova är en kackerlacksart som först beskrevs av Henri Saussure 1891.  Neostylopyga hova ingår i släktet Neostylopyga och familjen storkackerlackor.
Artens utbredningsområde är Madagaskar. Inga underarter finns listade i Catalogue of Life.